# Matthäus Heinrich Allius
Matthäus Heinrich Allius, latinisiert Matthaeus Henricus Allius, (* 6. Januar 1662 in Johanngeorgenstadt; † 11. Februar 1734 in Dresden) war ein deutscher Jurist sowie königlich-polnischer und kurfürstlich-sächsischer Hof- und Justitienrat am Dresdner Hof.

## Leben
Er war der Sohn des aus Grimma stammenden Notars und Stadtrichters Matthäus Allius (1632–1701) in Johanngeorgenstadt im sächsischen Erzgebirge, der dort 1680 wegen Verdienste um die Exulanten- und Bergstadt ein kurfürstliches Privileg für sein am Marktplatz gelegenes Bürgerhaus erhielt. Im Jahre 1691 verlor er einen seiner Brüder durch einen Unfall. Er wurde beim Heumachen auf dem Feld von einem Blitz aus heiterem Himmel getroffen.
Nach dem Besuch der Lateinschule in Johanngeorgenstadt ging Matthäus Heinrich Allius von 1675 bis 1681 an die Landesschule Pforta, wo er eine Freistelle erhielt. Danach besuchte er zum Studium der Rechtswissenschaften die Universität Wittenberg und promovierte zum Doktor beider Rechte. Das Thema seiner 1687 bei Wilhelm Leyser verteidigten Dissertation lautete Disputatio inauguralis iuridica de prorogatione iurisdictionis.
Er trat in den sächsischen Staatsdienst und war u. a. am Oberhofgericht in Dresden tätig, wo er bis zu seinem Tod einen dauerhaften Platz auf der Gelehrtenbank hatte.
1715 heiratete er Gertraude Henriette geborene Albhard.
Kurz vor seinem Tod stiftete er testamentarisch im Jahre 1731 die Allius'sche Stiftung zur Unterstützung seiner Verwandten.